# هلموت دانتینه
هلموت دانتینه (انگلیسی: Helmut Dantine؛ ۷ اکتبر ۱۹۱۷ – ۲ مهٔ ۱۹۸۲) هنرپیشه اهل ایالات متحده آمریکا بود.
از فیلم‌هایی که وی در آن نقش داشته است، می‌توان به کازابلانکا، خانم مینی‌ور و جنگ و صلح اشاره کرد.

## مرگ
هلموت دانتینه  بر اثر حمله قلبی در بورلی هیلز درگذشت. 